# 亞歷山大·瓦爾澤
亞歷山大·瓦爾澤（Al Walser，本名Alexander Walser，1976年7月16日—）是一位列支敦斯登歌手、作曲家、DJ和音樂製作人，出生於瑞士洛桑。他因加入德國歐陸舞曲樂團Fun Factory而成名。他的個人單曲《I Can't Live Without You》入圍第55屆葛萊美獎最佳舞曲錄音。

## 生平
Walser在1976年7月16日出生於瑞士洛桑，母親是列支敦斯登人，父親則是非裔人。他原本是一位列支敦斯登Radio Liechtenstein電台的人員，後來變成一位在世界各地表演的DJ。也因為在電台工作的關係，Walser後來受德國歐陸舞曲團體Fun Factory的團員Toni Cottura邀請加入樂團。
Walser之後又寫了《Musicians Make It Big: An Insider Reveals the Secret Path to Break in Today's Music Industry》一書並在好萊塢創立Cut the Bull娛樂公司。他還在電台主持《Al Walser's Weekly Top 20》節目。2008年，Walser發行他的首張專輯《Heart Breaker》。2009年，Walser與美國搖滾歌手傑曼·傑克森合作推出單曲《Living Your Dream》。2012年8月，Walser與Olga Levit合作推出單曲《I Can't Live Without You》，這首歌入圍了第55屆葛萊美獎的最佳舞曲錄音，Walser說這首歌會入圍是因為「很好的音樂」加上「開車」（這首歌的音樂影片以開車為主題）。

## 作品

### 錄音室專輯
- 2008年：《Heart Breaker》

### 單曲
- 2009年：《Living Your Dream》（與傑曼·傑克森）
- 2012年：《I Can't Live Without You》（與Olga Levit）

## 獎項

### 葛萊美獎
| 年份   | 獲提名                   | 獎項         | 結果 |
| ------ | ------------------------ | ------------ | ---- |
| 2013年 | I Can't Live Without You | 最佳舞曲錄音 | 提名 |

## 外部連結
- 官方网站
- Al Walser的Facebook專頁
- Al Walser的X（前Twitter）
- Al Walser在Allmusic上的頁面